# 1-е Мальцево
1-е Мальцево — деревня в Большесолдатском районе Курской области России. Входит в Любимовский сельсовет.

## География
Деревня находится на реке Реут недалеко от административной границы Большесолдатского и Курчатовского районов, в 44 километрах к юго-западу от Курска, в 22 километрах к северо-западу от районного центра — села Большое Солдатское, в 0,5 км от центра сельсовета – Любимовка.
Климат
1-е Мальцево, как и весь район, расположено в поясе умеренно континентального климата с тёплым летом и относительно тёплой зимой (Dfb в классификации Кёппена).

## Население
| 2002 | 2010 |
| ---- | ---- |
| 152  | ↘147 |

## Инфраструктура
Личное подсобное хозяйство с зоной сельскохозяйственного использования, индивидуальная застройка усадебного типа.
Основа экономики — сельское хозяйство.

## Транспорт
1-е Мальцево находится в 6 км от автодороги регионального значения 38К-004 (Дьяконово — Суджа — граница с Украиной), на автодороге межмуниципального значения 38Н-457 (Любимовка – Долгий), в 1 км от 38Н-086 (38К-004 – Любимовка – Имени Карла Либкнехта), в 15,5 км от ближайшей ж/д станции Лукашевка (линия Льгов I — Курск).